# Het Uur van de Wolf (televisieprogramma)
Het Uur van de Wolf is een Nederlands cultureel documentaireprogramma van de NTR. Het programma koopt buitenlandse documentaires aan, maar zendt ook documentairefilms van eigen bodem uit. Van 2003 tot 2004 werd het programma afwisselend uitgezonden door de VARA en de NPS, vanaf 2004 neemt de VPRO de plaats in van de VARA.

## Afleveringen
Enkele afleveringen:
- 2002: Het grootste van het grootste (Abraham Tuschinski)
- Ramses Shaffy (winnaar Gouden Kalf)
- 8 januari 2003: striptekenaar Peter Pontiac
- 21 november 2003: Hoogste Tied veur de Blues (Daniël Lohues)
- 2006: Beautiful in Beaufort / Wes (winnaar Gouden Beeld)
- 7 oktober 2007: zangeres/actrice Ellen ten Damme
- 24 november 2008: cameraman Frans Bromet
- 16 januari 2009: gitaarbouwer Flip Scipio
- 2009: Het nieuwe Rijksmuseum (winnaar Beeld en Geluid Award)
- 7 oktober 2009: fotograaf Erwin Olaf
- oktober 2010: Laatste woorden van Michel Houellebecq
- 31 oktober 2010: auteur Harry Mulisch
- 8 januari 2011: musicus Barry Hay
- 22 maart 2011: auteur/schilder Charlotte Mutsaers
- 30 augustus 2011: musicus Doble-R
- 20 december 2011: musicus Max van Praag
- 9 februari 2014: Paradijs in Moskou, over Nicolaas Bidloo
- 1 mei 2014: Het nieuwe huis van Olga Zuiderhoek
- 27 september 2015: Eddy de Jongh (Foto Eddy - negatieven van mijn vader)
- 14 november 2016: Boudewijn Büch - Verdwaald tussen feit en fictie
- 10 augustus 2017: UB40 (Beloften en leugens)
- 10 november 2017: Leonard Cohen (Bird on a Wire)
- 15 februari 2018: De reis van Jean-Michel Jarre
- 21 februari 2018: Roy Orbison - Triomf en tragedie
- 18 maart 2018: Dance or Die - met Emmy Award bekroonde Nederlandse documentaire
- 3 mei 2019: Anil Ramdas - Nooit meer thuis
- 5 december 2023: Barbara Stok - Hoe goed te leven
- 18 juni 2024: Doaa El-Adl (Getekend Verzet)